# Tecmo Bowl
Tecmo Bowl (テクモボウル Tekumo Bōru?) es un videojuego de fútbol americano desarrollado y lanzado por Tecmo. Lanzado originalmente como un juego de arcade en 1987, el juego contaba con un gran gabinete de doble pantalla y permitía que hasta cuatro jugadores compitieran en un partido entre dos equipos ficticios. En 1989 se lanzó un port para la Nintendo Entertainment System y fue la primera consola de videojuegos que incluía jugadores reales de la NFL, a través de una licencia de la NFLPA. Una versión para Game Boy desarrollada por Sculptured Software le siguió en 1991. La versión para NES del juego fue muy popular, y dio lugar a varias secuelas, empezando por el Tecmo Super Bowl de 1991. El juego de NES también ha sido citado por varios medios de comunicación como uno de los mejores videojuegos de deportes jamás realizados. Tanto la versión para NES como la versión arcade han sido reeditadas (sin la licencia NFLPA) para varias plataformas, incluyendo teléfonos móviles, la Consola Virtual, la NES Classic Edition y el Nintendo Switch.

## Modo de juego
La versión original de arcade se distingue por un gran gabinete de dos monitores, soporte para hasta cuatro jugadores y la capacidad de romper placajes. Solo se pueden elegir dos equipos ficticios: los Wildcats y los Bulldogs. Los gráficos en 2D son también más avanzados que en la versión para NES, ya que el arcade original tiene una mayor paleta de colores y sprites más detallados.
La versión para NES permite jugar a dos jugadores en lugar de a los cuatro del arcade. El jugador puede elegir entre tres modos: un jugador, dos jugadores y entrenador. En el modo de un jugador, el jugador elige un equipo de fútbol y juega contra el ordenador. Después de cada partido que el jugador gana, el ordenador elige otro equipo para jugar como, y el jugador se queda con la elección original. En los modos de dos jugadores y entrenador, el jugador y otro humano jugarán una partida, pero los jugadores solo eligen las jugadas en el modo de entrenador (lo que no se puede hacer en la versión de arcade).
En ambas versiones, el libro de jugadas consta de solo cuatro jugadas ofensivas. En defensa, un jugador selecciona una jugada basándose en la anticipación de la elección del ataque; si se elige correctamente, resulta en un colapso de la línea ofensiva y en receptores bien cubiertos, por lo que se establece un posible saqueo o una interceptación.
Aunque incluye los nombres, las listas y las estadísticas de los jugadores reales de la National Football League (NFL, traducido como Liga Nacional de Fútbol Americano) de una mezcla de las temporadas 1987 y 1988, la jugabilidad limita el grado de imitación de los jugadores de videojuegos con respecto a los jugadores de la vida real. A diferencia de la NFL, la versión arcade solo permite diez jugadores por equipo en el campo a la vez, mientras que la versión de NES solo permite nueve por cada uno, a diferencia de los 11 jugadores estándar. El jugador ofensivo con el balón intenta evitar a los defensores, y los defensores intentan evitar a los bloqueadores, placar al jugador con el balón o interceptarlo.

### Equipos
Tecmo Bowl contiene doce equipos, cada uno equipado con cuatro jugadas. La mayoría de los equipos tienen dos jugadas de carrera y dos jugadas de pase. Las excepciones son San Francisco y Miami, que tienen tres jugadas de pase y una de carrera.
Tecmo no pudo obtener el consentimiento de la NFL para usar nombres de equipos reales. Como resultado, los equipos en el juego se identifican únicamente por su ciudad o estado de origen. Sin embargo, a través de la licencia de la NFLPA, cada lista imita la del equipo de la NFL con sede en la misma ciudad o estado. Tecmo Bowl solo utiliza jugadores de doce de los mejores y más populares equipos de la época.
Los equipos que aparecen en el juego son Indianapolis, Miami, Cleveland, Denver, Seattle, Los Angeles (Raiders), Washington, San Francisco, Dallas, New York (Giants), Chicago, y Minnesota.
| AFC                   | NFC               |
| --------------------- | ----------------- |
| Los Angeles (Raiders) | Washington        |
| Indianapolis          | San Francisco     |
| Miami                 | Dallas            |
| Denver                | New York (Giants) |
| Seattle               | Chicago           |
| Cleveland             | Minnesota         |

Cada equipo tiene un nivel de efectividad diferente basado en su personal y en la selección del juego.
Hubo dos versiones del juego para NES lanzadas en los EE. UU. La primera versión se identifica por su sello de calidad negro y dorado y la segunda por su sello blanco y dorado. El Tecmo Bowl original para NES cuenta con Eric Dickerson como running back y Albert Bentley como kick returner para Indianápolis. Una versión posterior que fue lanzada tenía a Albert Bentley como running back y a Clarence Verdin como kick returner, en su lugar. Un año más tarde, la versión japonesa de Famicom del Tecmo Bowl tiene muchos cambios en la lista (de los mismos doce equipos disponibles en la versión norteamericana) que se incluyen en el juego para reflejar el año de su lanzamiento (1990).

## Re-lanzamientos
| Estreno | Plataforma      | Notas                                                                        |
| ------- | --------------- | ---------------------------------------------------------------------------- |
| 2005    | Xbox            | Tecmo Classic Arcade                                                         |
| 2007    | Wii             | Virtual Console                                                              |
| 2009    | Wii             | Virtual Console (versión arcade)                                             |
| 2013    | 3DS             | Virtual Console                                                              |
| 2015    | Wii U           | Virtual Console                                                              |
| 2018    | Nintendo Switch | Nintendo Switch Online. El emulador permite que el juego se juegue en línea. |

## Recepción
En la edición de septiembre de 1997 de Nintendo Power, doce miembros de la plantilla votaron en una lista de los 100 mejores juegos de todos los tiempos,[10] lo que situó a Tecmo Bowl en el puesto 30. putting Tecmo Bowl at 30th place. Tanto GameSpot como Time también han incluido a Tecmo Bowl para NES en sus listas de los mejores videojuegos de todos los tiempos. Time señaló que los controles de tipo arcade del juego y "los equipos y jugadores casi realistas" hicieron que el juego fuera un "éxito de fuga que sigue siendo divertido de recoger y jugar hasta el día de hoy".
TechTimes señaló que el personaje de Bo Jackson en el juego es "absoluta, positiva y absurdamente imparable". Se dice que aparentemente refleja las extraordinarias habilidades atléticas del verdadero Jackson, este personaje puede ser usado efectivamente como un medio para hacer trampa dentro del juego.